# میشکین
شهر میشکین (به روسی: Мышкин) در کشور روسیه و در اوبلاست یاروسلاول واقع شده‌است.